# Kappa Piscium
Kappa Piscium (8 Piscium) é uma estrela na direção da constelação de Pisces. Possui uma ascensão reta de 23h 26m 55.91s e uma declinação de +01° 15′ 21.0″. Sua magnitude aparente é igual a 4.95. Considerando sua distância de 162 anos-luz em relação à Terra, sua magnitude absoluta é igual a 1.47. Pertence à classe espectral A0p. É uma estrela variável α² Canum Venaticorum.